# Liechtenstein na Zimowych Igrzyskach Paraolimpijskich 1994
Liechtenstein na Zimowych Igrzyskach Paraolimpijskich 1994 w Lillehammer reprezentował 1 sportowiec. Był to drugi występ tego państwa na zimowych igrzyskach paraolimpijskich – poprzedni miał miejsce w 1992 roku.
Na igrzyskach w Lillehammer reprezentacja Liechtensteinu zdobyła pierwszy i jedyny medal igrzysk paraolimpijskich (stan na 2020 rok). W klasyfikacji medalowej reprezentacja tego kraju zajęła 22. pozycję.

## Zdobyte medale
| Medal | Zawodnik      | Dyscyplina            | Konkurencja |
| ----- | ------------- | --------------------- | ----------- |
| Brąz  | Josef Gmeiner | Narciarstwo alpejskie | slalom B1-2 |

## Wyniki

### Narciarstwo alpejskie
Mężczyźni
| Zawodnik      | Kategoria        | Wynik   | Pozycja | Źródło |
| ------------- | ---------------- | ------- | ------- | ------ |
| Josef Gmeiner | slalom B1-2      | 2:04,28 | brąz    | [ 2 ]  |
| Josef Gmeiner | slalom gigant B2 | DNF     | DNF     | [ 3 ]  |
| Josef Gmeiner | super gigant B2  | DNF     | DNF     | [ 4 ]  |
| Josef Gmeiner | zjazd B1-2       | DNF     | DNF     | [ 5 ]  |